# Ryūichi Yokoyama
Pour les articles homonymes, voir Yokoyama.
Ryūichi Yokoyama (横山隆一, Yokoyama Ryūichi) (1909-2001) est un artiste japonais principalement connu pour son travail comme auteur de bande dessinée et directeur de studio d'animation.
Cofondateur en 1932 du Groupe des nouveaux magakas (新漫画派集団, Shin mangaha shūdan), mouvement réunissant de jeunes dessinateurs japonais désireux d'appliquer les techniques occidentales du gag, il crée en 1936 le comic strip humoristique Ken-chan d'Edo (江戸っ子健ちゃん, Edokko Ken-chan), rapidement renommé Fuku-chan (ja) (フクちゃん). Publié jusqu'en 1971, ce yonkoma mettant en scène un petit garçon tokyoïte dont il dessine 5534 gags lui confère une importante renommée dans son pays, qui lui vaut notamment d'être en 1994 le premier mangaka nommé « personne de mérite culturel ».
Créateur de nombreuses autres séries de bande dessinée, Yokoyama a également travaillé comme illustrateur et sculpteur, et a eu une grande influence sur son cadet Taizō Yokoyama, lui aussi auteur de bande dessinée populaire.
En 1955, Yokoyama fonde la compagnie d'animation Otogi Pro, qui réalise plusieurs films animés ainsi que la première série télévisée d'animation, Instant History, diffusée en 1961-1962.

## Distinctions
- 1957 : Prix Blue Ribbon et Prix du film Mainichi (catégorie « Film éducatif ») pour son dessin animé Fukusuke (ふくすけ?)[2]
- 1966 : Prix Mainichi de la culture spécial[2]
- 1974 : Médaille au ruban pourpre[2]
- 1979 : Grand prix de l'Association des auteurs de bande dessinée japonais[2]
- 1992 : Prix du ministre de l'éducation de l'Association des auteurs de bande dessinée japonais[2]
- 1994 : Personne de mérite culturel[2]
- 1999 : 10e prix de la personne de mérite artistique de l'université Waseda[4]